# کارلووو
کارلووو (به بلغاری: Карлово) شهری در استان پلوودیو کشور بلغارستان است که جمعیت آن در سال ۲۰۰۱ میلادی ۲۵٬۷۱۵ نفر بوده‌است.